# Kabina (kajakarstwo)
Kabina – przymusowe opuszczenia kajaka, najczęściej w drodze wywrotki.
Kabina ma miejsce wtedy, kiedy spływający nie posiada technicznych możliwości lub umiejętności przywrócenia kajaka do stanu pływalności bez opuszczania go (dzióbek lub eskimoska). Podczas opuszczania kajaka należy zadbać przede wszystkim o własne bezpieczeństwo, wypłynąć przy dziobie lub rufie, a następnie wyłapać sprzęt, który wypadł z kajaka do wody. Po kabinie należy płynąć obok kajaka, na plecach, nogami w dół rzeki. Pojęcie dotyczy przede wszystkim kajakarstwa górskiego.
Zasygnalizowanie kabiny: sygnał kajakowy pokazywany za pomocą jednej ręki, zataczającej okręgi nad głową, z palcem wskazującym podniesionym do góry.